# NGC 6355
NGC 6355 (również GCL 63 lub ESO 519-SC15) – gromada kulista znajdująca się w gwiazdozbiorze Wężownika. Została odkryta 24 maja 1784 roku przez Williama Herschela. Jest położona w odległości ok. 30 tys. lat świetlnych od Słońca oraz 4,6 tys. lat świetlnych od centrum Galaktyki.